# Odmienne stany moralności
Odmienne stany moralności (tytuł oryginalny: The United States of Leland) – amerykański film fabularny w reżyserii Matthew Ryan Hoge z 2003 roku opowiadający historię niepozornego nastolatka Lelanda P. Fitzgeralda, który popełnia niewytłumaczalną zbrodnię.

## Pełna obsada
- Ryan Gosling jako Leland P. Fitzgerald
- Kevin Spacey jako Albert T. Fitzgerald
- Lena Olin jako Marybeth Fitzgerald
- Don Cheadle jako Pearl Madison
- Chris Klein jako Allen Harris
- Jena Malone jako Becky Pollard
- Michelle Williams jako Julie Pollard
- Martin Donovan jako Harry Pollard
- Ann Magnuson jako Karen Pollard
- Michael Welch jako Ryan Pollard
- Sherilyn Fenn jako Angela Calderon